# Namaquaphasma ookiepensis
Namaquaphasma ookiepensis är en insektsart som beskrevs av Klass, Picker, Damgaard, van Noort och Koji Tojo 2003. Namaquaphasma ookiepensis ingår i släktet Namaquaphasma och familjen Austrophasmatidae. Inga underarter finns listade i Catalogue of Life.